# Nicolas Werth
Nicolas Werth es un historiador francés, experto en historia de la Unión Soviética.

## Biografía
Es el hijo de Alexander Werth, un escritor, periodista, y corresponsal de guerra, nacido en Rusia y naturalizado británico.
Ha escrito artículos capítulos dedicados a la URSS en El Libro Negro de Comunismo. Werth Es director de investigación en el Institut d'histoire du temps présent (fr), afiliada al CNRS. Desde la década del 2000, todos sus libros están financiados por la Institución Hoover. En 2007,  fue el asesor histórico para la película documental televisiva francesa, Stalin: El tirano rojo, retransmitido en M6.

## Trabajos
- La Isla de los caníbales: Muerte en un Gulag siberiano, Princeton University Press, Cannibal Island: Death in a Siberian Gulag, Princeton University Press, ISBN 9780691130835. Cannibal Island: Death in a Siberian Gulag, Princeton University Press, ISBN 9780691130835. , 2007. (Sobre la tragedia de Nazino )Cannibal Island: Death in a Siberian Gulag, Princeton University Press, ISBN 9780691130835.
- Être communiste en URSS sous Staline. París: Gallimard, 1981.
- La Vie quotidienne des paysans russes de la Révolution à la collectivisation (1917-1939). París: Hachette, 1984.
- Secretos de compenetraciones soviéticas. La société russe dans les rapports confidentiels, 1921-1991. Con Gaël Moullec. París: Gallimard, 1995.
- Histoire de l'Unión soviétique de Lénine à Staline. París: PUF, 1995.
- Histoire de l'Unión soviétique de Khrouchtchev à Gorbatchev. París: PUF, 1998.
- 1917 : La Russie en Révolution. coll. «Découvertes Gallimard» (n.º 327), París: Gallimard, 1998.
- "Un État contre Hijo peuple. Violencias, répressions, terreurs en URSS de 1917 à 1953," en Stéphane Courtois (ed.), Le Livre noir du communisme. París: Robert Laffont, 1998, pp. 45@–313.
- Histoire de l'Unión soviétique. De l'Imperio russe à la Communauté des États indépendants, 1900-1991. 6.ª Edición. París: PUF, 2008.
- Les Procès de Moscou (1936-1938). Éditions Complexe, nouvelle édition revue et augmentée, 2006,
- L'Île aux cannibales : 1933, une déportation-abandonar en Sibérie. París: Perrin, 2006.
- L'Ivrogne et la marchande de fleurs : Autopsie d'un meurtre de masse, 1937-1938. París: Tallandier, 2009.
- La Terreur et le désarroi. Staline et Hijo système. París: Perrin, 2007.
- L'Ivrogne et la marchande de fleurs : Autopsie d'un meurtre de masse, 1937@–1938. París: Tallandier, 2009.
- L'État soviétique contre les paysans: secretos de Compenetración de la policía politique (Tcheka, GPU, NKVD) 1918-1939. Con Alexis Berelowitch. París: Tallandier, 2011.
- La route de la Kolyma, Paris, Belin, 2012.